# Vényforgalmú gyógyszertár

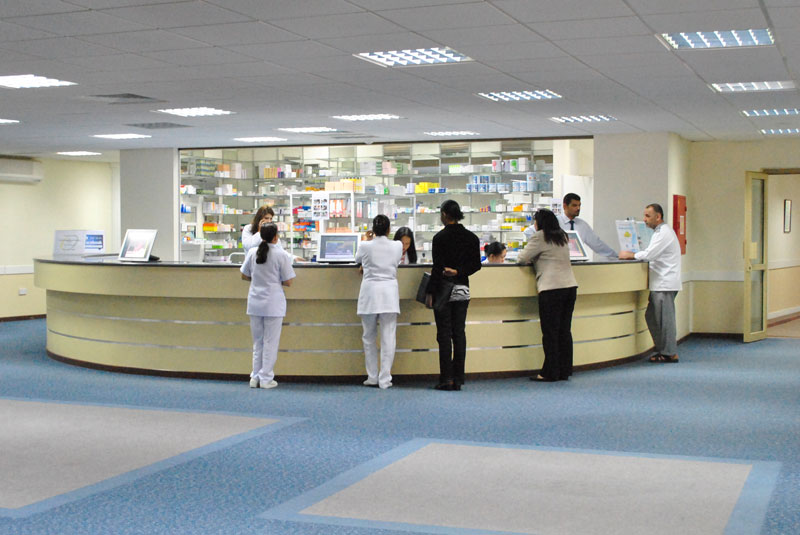
IHB non-stop Gyógyszertár (12 February 2012)

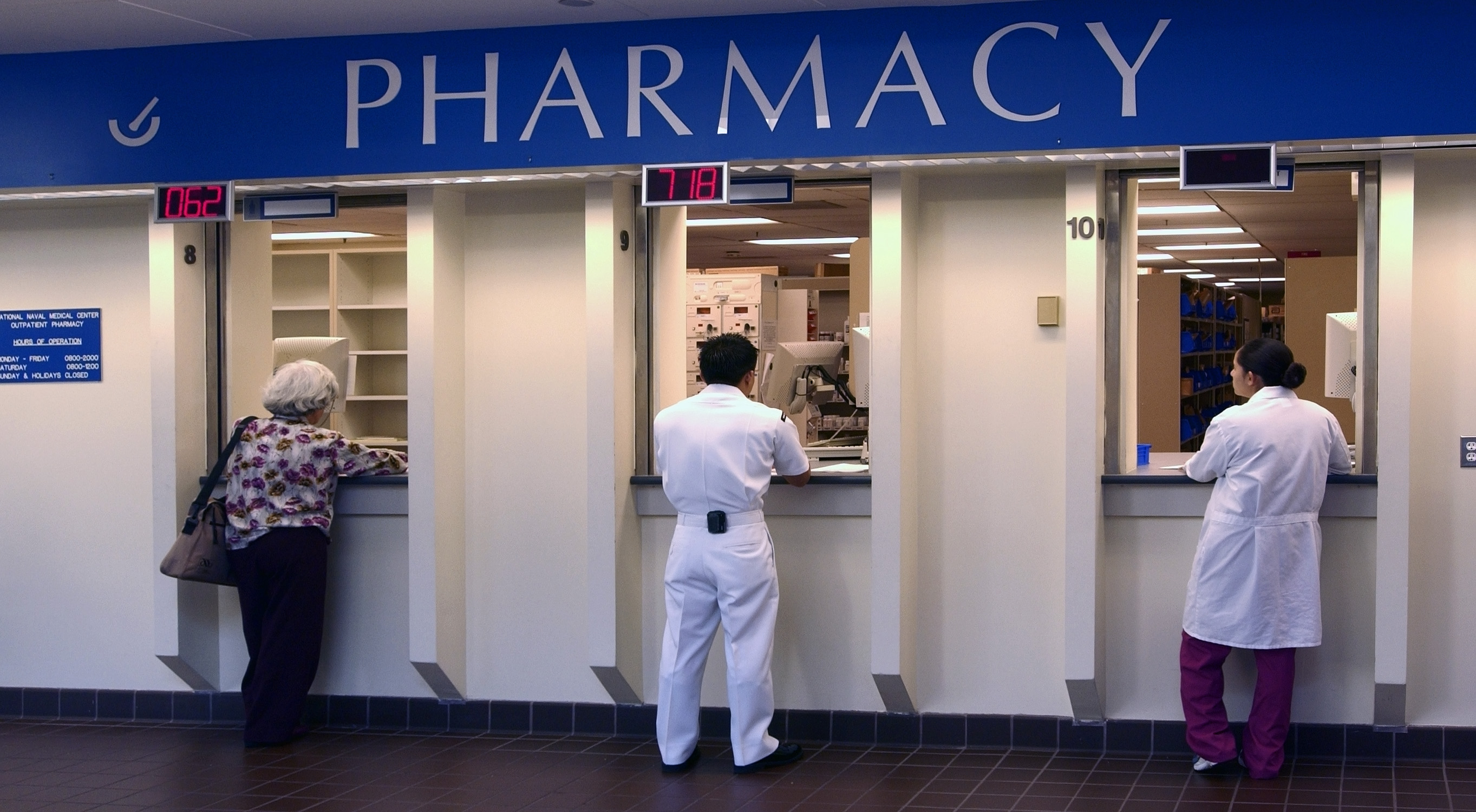
Betegek és alkalmazottak várnak gyógyszereikre. National Naval Medical Center Bethesdában, Maryland (Aug, 19, 2003)

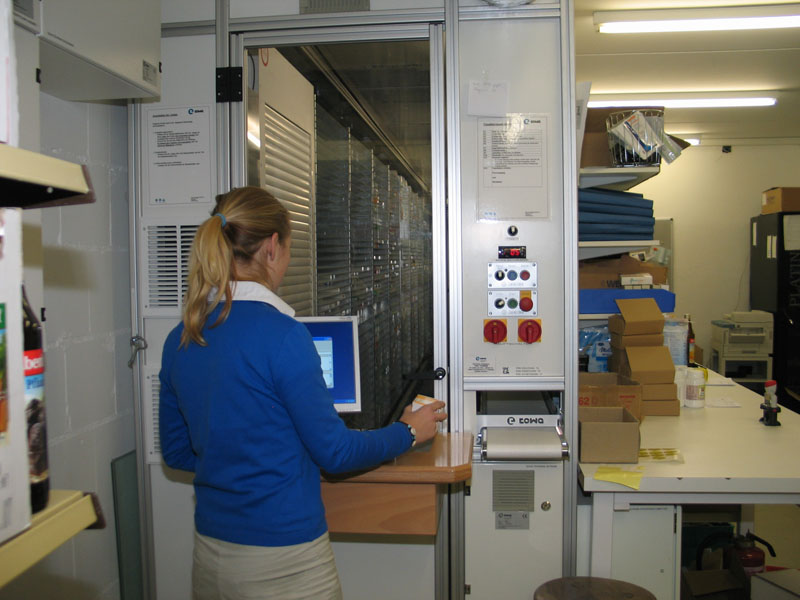
Modern német Ambuláns Gyógyszertár Automatizált Raktári Robottechnika felhasználásával expediál

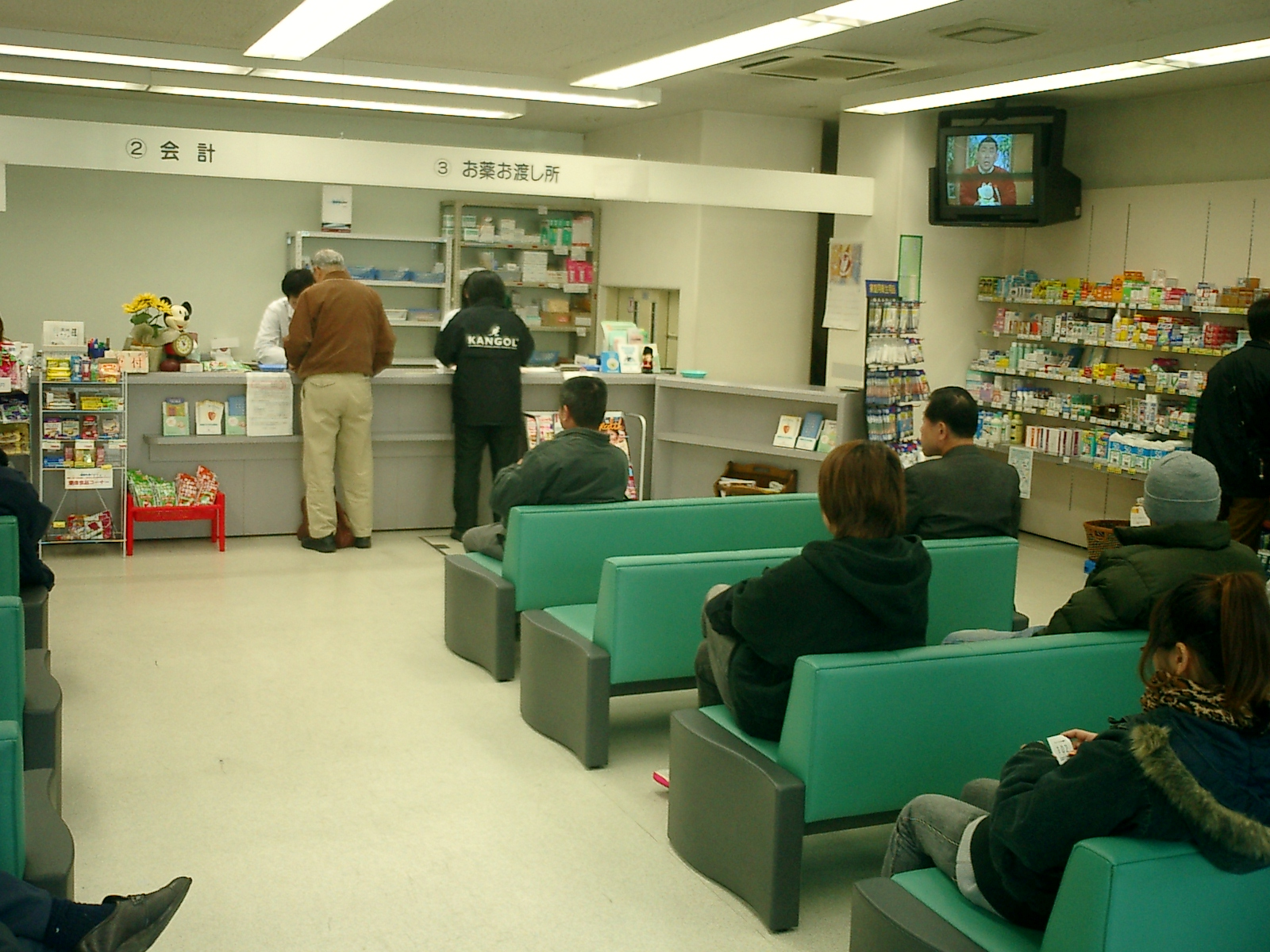
Gyógyszertár Japánban

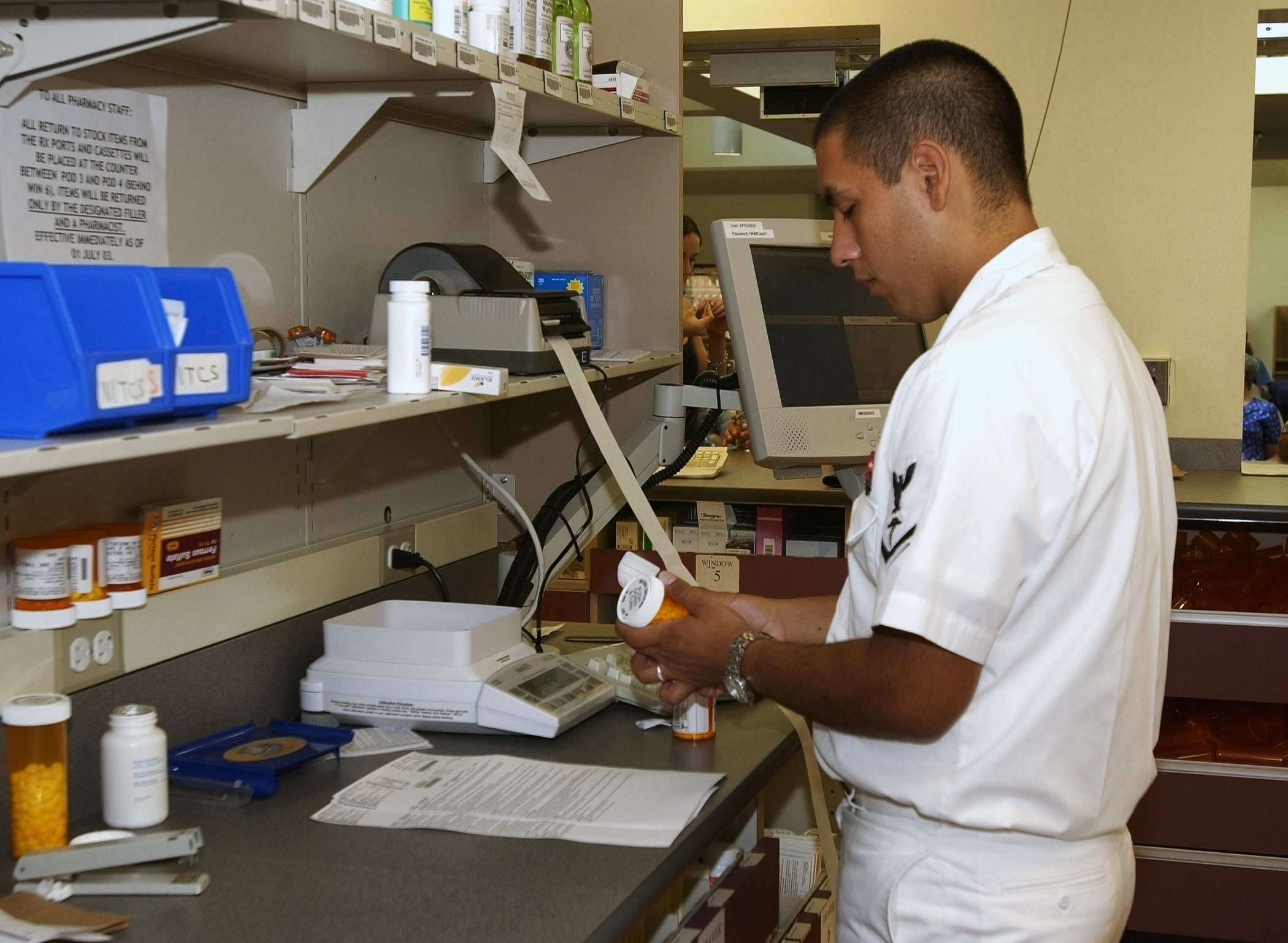
Michael Daominguez (Denver) gyógyszerész recept alapján szignálja a kiszerelt készítményt. National Naval Medical Center Gyógyszertárában Bethesdában (Maryland)

A vényforgalmú gyógyszertár (angolul: ambulatory pharmacy, outpatient pharmacy, outdoor pharmacy) a kórházi, klinikai gyógyszertár része, ahol a kórházi ellátás során lakossági járóbetegeket és a kórház dolgozóit látja el gyógyszerekkel. Közvetlen, lakossági gyógyszerellátást végző kórházi gyógyszertár, volt kórházi zártforgalmú gyógyszertár. A közvetlen lakossági gyógyszerellátást végző kórházi gyógyszertári rész. A vényforgalmú gyógyszertár egészségügyi szolgáltató és kiskereskedelmi tevékenységet is végző egészségügyi intézmény. A lakosság közvetlen és teljes körű gyógyszerellátását biztosító olyan egészségügyi intézmény, amely a teljes körű gyógyszerellátás keretében magisztrális gyógyszerkészítést is végez az intézeti gyógyszertár részeként.
A vényforgalmú gyógyszertár a társadalom professzionális alrendszerében az egészségügyi ellátó rendszer része, ahol a gyógyító tevékenység bináris kódja az egészség és betegség viszonya. Az elmúlt években egyre nagyobb hangsúlyt kap az egészségügyi-ellátáson belül az ambuláns betegellátás. Az előrejelzések szerint az elkövetkező néhány évben az egészségügyi szolgáltatások 80 százaléka (beleértve az ambuláns műtéteket is) járóbeteg-szolgáltatás lesz. A járóbeteg-ellátás növekedésének legfontosabb oka az egészségügyi költségek csökkentése. Ambuláns betegellátás az összes egészségügyi szolgáltatás közül az, amit járóbetegként (gyalog) kap meg a beteg (egynapos sebészet, ambuláns kemoterápia, CT, MRI, PET).

## "Vény" és "gyógyszertár" szó etimológiája
Vényforgalmú: összetett szó, vény + forgalmú
- Vény

Vény, ‘orvosi recept’. Nyelvújítási szóalkotás a vesz ige ve- tőalakjából az akkoriban kedvelt deverbális -ny főnévképzővel, a lény, tény mintájára, a latin eredetű recept, recipe magyarításaként, ezek ugyanis ‘véve’, illetve ‘végy’ jelentésűek a recipere (‘vesz’) ige alapján.
- Gyógyszertár

A szócsalád gyógy- töve a jó melléknév régi jóg középfokú alakjából lett. A szóeleji j đ gy alakulására példa a jer–gyere, jön–gyün vagy nyelvjárási jökér–gyökér szópár, a gyógul g-je már a szókezdő hang hatására palatalizálódott. Ez a tő a nyelvújítás kora óta számos összetétel előtagja lett: gyógyszer, gyógyszertár, gyógynövény, gyógyeljárás, gyógyhatás stb.
Maga a "gyógyszer" elnevezés görög megfelelője a "farmakon" egyszerre jelentett mérget és orvosságot. A "gyógyszer" szó, hasonlóan a többi gyógy- előtagú összetett szavainkhoz, a nyelvújítás korából származik, az etimológiai szótár szerint Bugát Pál említi először a "Természettudományi Szóhalmaz"-ban (Budán, 1843). Az előtagot a "gyógyít", "gyógyul" igékből vonták le, illetőleg  legalább részben  a gyógyító igenevet rövidítették meg. "Gyógyító szer" elnevezésként 1775-ben már használatos volt. Ezelőtt a "Pharmacum", "Medicamentum" szavak voltak a köznyelvben használatosak.
- Farmakon (görög) Gyógyszer, gyógy-anyag, patikaszer.[6]

## Ambuláns betegek és vényforgalmú gyógyszertár
"all health-related services for patients who walk to seek their care"

### Vényforgalmú gyógyszertár helye az ellátó-rendszerben
A vényforgalmú gyógyszertárat rendszerint azok a betegek látogatják, akik az adott anyaintézmény orvosi ellátását igénybe veszik, ez az intézmény általában kórház vagy klinika. Az egészségügyi ellátás rendszerének találkozási pontja és központja a kórház. A konvencionális gyógyszertárba általában bárki bemegy, szemben a vényforgalmú gyógyszertárral, ahova rendszerint az illető kórház ellátásra szoruló betegei keresik fel.
A kórházak általában, mint kényelmi szolgáltatásként nyújtják betegeiknek és az intézmény dolgozóinak vényforgalmú szolgáltatásait. Az ambulanciákon általában a vényforgalmú gyógyszertár gyógyszerészei, diplomás szaktanácsadó nővérek működnek együtt az orvosokkal. Magyarországon jelenleg a 120 intézeti gyógyszertárban 74 vényforgalmú, lakossági járóbetegeket ellátó gyógyszertár is működik.

### Ambuláns, járóbeteg (out-patient)
Ambuláns, járóbeteg (out-patient) az a beteg, aki részt vesz a kórházi ellátásban a nap folyamán (max. 24 óra), de nem marad éjszakára a kórházban, vagyis a fekvőbeteg-gyógyinézet szállodai ellátását nem veszi igénybe. (pl.: kisebb, egynapos sebészeti beavatkozás, ambuláns diabetológiai szakellátás, rehabilitáció, nappali kórház, ambuláns parenterális infúziós antireumatoid terápia, dialízis, hematológia, allergológia, traumatológia, invazív kardiológia, klinikai terhesgondozás, infektológia (AIDS, Lyme-kór), onkológia, alvás ambulancia, addiktológia ambulancia, immunológia ambulancia, krónikus fájdalom ambulancia, Alzheimer-ambulancia).
A kórházak ambulanciáinak betegforgalmát három kategóriába sorolják: sürgősségi ambulanciák betegei, szakellátás, illetve alapellátás. Az alapellátás a többségi lakosság ellátását jelenti, de ezt is végeznek kórházakban, klinikákon. Ambuláns betegnek tekinthető az a beteg is, aki a kórház vényforgalmú gyógyszertárában váltja ki gyógyszerét, de azt nem a kórház orvosai írták fel, hanem például a családorvos.

### Ambuláns beteg és gyógyszerei
Ambuláns beteg általában egy ellenőrizetlen környezetből érkezik, ahol az életjelek nem rutinszerűen lejegyzettek a klinikai vizitek közötti vizsgálatokhoz képest, ahol szakember vagy monitor mér pl.: vérnyomást. Az ambuláns beteg gyógyszeres kezelésénél előfordulhat, hogy nem pontosan szedi azt a beteg. Nyilvánvalóvá válik, hogy a gyógyszerekkel kapcsolatos problémák esetén az ambuláns beteg gyakran felelős a saját gyógyszerelési hibáiért.
Tekintettel a felírt gyógyszerekre, lehetséges, hogy a beteg rendszeresen szedett gyógyszerei mellé esetlegesen OTC gyógyszert vásárolt, amiről nem konzultált szakemberrel. Ebben az esetben egyetlen egészségügyi szakember sincs teljesen tisztában a beteg összes gyógyszeres terápiájával. A kórházi gyógyszerész nyújt kiterjesztett gyógyszerészeti szolgáltatásokat a gyógyszertanácsadás terén. Ez a típusú szolgáltatás iránymutatást ad a beteg részére a megfelelő gyógyszereinek alkalmazáshoz, annak jobb megértéséhez a gyógyszeres kezelés elsajátításában.

## Mi okozza az ambuláns beteg-ellátásban részt vevő betegek számának növekedést?
Az elmozdulás növekedése az akut kórházi ellátásban több okra vezethető vissza.
- az ösztönzők által az irányított betegellátási csatornákon keresztül a kórházi ápolási költségek csökkentése
- az ápolási napok számának csökkenése
- a technológiai fejlődésével, egyre több invazív eljárás lehetséges ambuláns eljárás keretében
- szakorvosok hiánya bizonyos orvosi diszciplínákban
- közegészségügyi igény
- bizonyos gyógyszerekhez, beavatkozásokhoz, diagnosztikus eljárásokhoz csak kórházban juthat hozzá a beteg, vizsgálatok utáni gyógyszer adagolásának beállítása
- egészség-megörző programok kórházi irányítása
- az ellátás folyamatosságának biztosítása
- szakadék áthidalása
- másodlagos, klinikai megelőzés

Működő gyógyszertárak száma Magyarországon (2006 - 2010) között
|                                 | 2006 | 2008 | 2009 | 2010 |
| ------------------------------- | ---- | ---- | ---- | ---- |
| Közforgalmú gyógyszertár        | 2010 | 2348 | 2364 | 2520 |
| Fiók gyógyszertár               | 650  | 654  | 641  | 650  |
| Kézi gyógyszertár               | 276  | 252  | 241  | 250  |
| Kórházi (intézeti) gyógyszertár | 143  | -    | -    | 120  |
| Vényforgalmú gyógyszertár       | 73   | -    | -    | 74   |

## A gyógyszerek elosztásának rendszere és a kórházi betegek kapcsolata
A vényforgalmú gyógyszertár egészségügyi feladata a lakosság gyógykezeléséhez kapcsolódó gyógyszerek, gyógyászati segédeszközök és a gyógyszertárban forgalmazható egyéb termékek helyes alkalmazásra vonatkozó teljes körű tájékoztatással történő kiszolgáltatása, az e termékekkel kapcsolatos, a betegségek megelőzését szolgáló, a betegekkel történő együttműködést megvalósító felvilágosító, tanácsadó szolgáltatás, a helyes és eredményes gyógyszeres terápia elősegítése, követése, valamint a prevencióban, népegészségügyi programokban való részvétel. 

### A kórházi gyógyszerellátás logisztikája
A kórházi betegellátás rendszerének lényeges része a gyógyszerek eljuttatása a betegekhez.
1. megfelelő gyógyszer
2. megfelelő minőségben
3. megfelelő állapotban
4. megfelelő helyre
5. megfelelő időben
6. megfelelő betegnek
7. megfelelő áron

#### A gyógyszerek elosztásának rendszere és a betegek
1. ambuláns, járóbetegek (out-patient) max. 24 órát tartózkodnak a kórházban
2. fekvőbetegek (in-patient) több mint 24 órát töltenek kórházban
3. műtéti beavatkozásban részt vevő betegek

### A kórházak ma az alábbi ambuláns betegszolgáltatásokat nyújtanak
1. sürgősségi betegek szakellátás
2. beutalással, szakorvosiellátás
3. alapellátást biztosítása

### Az ambuláns betegek lehetnek
1. sürgősségi betegek: azonnali orvosi beavatkozást igényelnek, életmentő beavatkozást kapnak
2. beutalt betegek: magas szintű, extra orvosi ellátás céljából
3. speciális járóbetegek: radiológiai vagy speciális laboratóriumi vizsgálat, speciális kórházi terápiás beavatkozás (pl.: ambuláns parenterális infúziós kemoterápia)
4. általános járóbetegek: gyógyszerek felírása vagy kiváltása, műtét előtti vizsgálatok elvégzése

## Vényforgalmú és közforgalmú gyógyszertár szolgáltatásainak összehasonlítása

### Hasonlóságok
- Receptek monitorozása, revíziója
- Betegek oktatása, konzultációja
- Gondozás
- OTC gyógyszerek
- Gyógyászati segédeszközök

### Különbségek
- A beteg a recept felírásának helyén kapja meg a gyógyszert, kevesebb energiát fektet be a beteg
- A gyógyszerésznek több információja van a betegről a közvetlen orvosi teamen és a kórházi adatbázison keresztül
- Szélesebb klinikai gyógyszerészi szolgáltatások
- Specializálódás klinikai szakmákra, amelyek a kórházban működnek
- Célzottan azok a gyógyszerek tartandók raktáron, amelyek a kórház orvosainak vényírási szokásaihoz igazodik, illetve felhasználható a kórház, klinika saját gyógyszeres alaplistája is (Formulary), így minimális számú gyógyszert kell raktározni
- Bizonyos gyógyszerek csak itt forgalmazhatók (alvadási faktorok, szerob-akterológiai készítmények)
- Új készítmények bevezetése itt hamarabb megjelenik
- Parenterális készítmények
- Speciális, nosocomialis receptek elkészítésének lehetősége
- Különleges gyógyszerek, gyógyászati segédeszközök
- A kórház dolgozói is helyben hozzájuthatnak saját és családtagjaik gyógyszereihez

A gyógyszertárak létszámadatai Magyarországon (2007)
|                                             | Gyógyszerész | Asszisztens | Kisegítő, egyéb | Összesen |
| ------------------------------------------- | ------------ | ----------- | --------------- | -------- |
| 2010 közforgalmú gyógyszertár összesen (fő) | 4897         | 6624        | 2833            | 14354    |
| Egy gyógyszertárra jut (fő)                 | 2,4          | 3,3         | 1,4             | 7,1      |
| 143 intézeti gyógyszertár                   | 467          | 797         | 327             | 1591     |
| Egy intézeti gyógyszertárra                 | 3,3          | 5,6         | 2,3             | 11,1     |

## Vényforgalmú gyógyszertár létesítése
Mivel az ambuláns betegellátás folyamatosan fejlődik, és a kórházak betegellátási adatai növekvő akut beteget tartanak nyilván az intézeti gyógyszerészet gyakorlatát ebbe az irányba kell fejleszteni. Ezek a változások kihatnak a munkafolyamatokra, a vényforgalmú és kórházi gyógyszertár raktározási és gyógyszerelosztási gyakorlatára. A patika tervezőjének nagyobb szerepet kell vállalni ezeknek a problémáknak a megértésében. A megfelelő kérdésekre megfelelő válaszok hozzájáruljanak a tervezett gyógyszertár azon képességéhez, hogy jól tudjon reagálni a változó környezetre.
Közvetlen lakossági gyógyszerellátás akkor lehetséges, ha saját intézeti gyógyszertár van (tehát nem szerződést kötött erre más kórházzal!) és el tudja látni intézeti ellátó feladatait is. Csak a kórházzal azonos telephelyen létesíthető. Ha több telephelye is van: azokon is (ellátó gyógyszertár: a fő telephelyen lévő), ha megfelel a helyiségre vonatkozó követelményeknek és az ott lévő ágyszám fekvőbeteg-gyógyintézet: minimum 300. Rendelőintézeti (járóbeteg-szakellátó): min. 10 féle szakellátási forma. 
6. Szakfeladat (lakossági ellátás)

## Vényforgalmú gyógyszertár elhelyezkedése, helye a kórházon belül
A közvetlen lakossági gyógyszerellátást végző helyiség a kórház kiszolgáló részlegei (mosoda, konyha, műhelyek), valamint a fertőző osztály és a proszektúra mellett, illetve - raktárai kivételével - az alagsorba nem kerülhet. Elkülönített gazdasági bejárat kell rendelkeznie.
A szakambulanciák közelében vagy jól megközelíthető helyen.
Lehetőleg a központi gyógyszertárhoz kapcsolódjék.

## Vényforgalmú gyógyszertár funkciói

### Készletgazdálkodás
A vényforgalmú gyógyszertár funkciói hasonlóak a közforgalmú gyógyszertáréhoz. Ez teljesen más termék és elosztási rendszerű, mint a fekvőbetegeket ellátó, intézet gyógyszertár. A patika méretét a járóbeteg száma és a vényforgalom határozza meg. A klinikai munka területén a vényforgalmú gyógyszertár jellemzően öt logisztikai funkciót végez a készletgazdálkodáson belül.

#### Rendelés, beszerzés
A vényforgalmú gyógyszertárak just-in-time (JIT) szállítási és nyilvántartási rendszerben szerzik be gyógyszereiket. A JIT rendszer lényege, hogy kisebb mennyiségű egyedi tételeket rendel és tárol a beszerző, de sokkal gyakrabban szállít a gyártó. A szállítói tételek megegyeznek a felhasználás lehetséges mennyiségével, ezáltal csökken a nagy készlet, csökkenti a helyigény, és csökken a pénzügyi kiadás. 

#### Gyógyszer átvétele, átvevő helyiség
A gyógyszertári munka során ellenőrizni kell az új, beérkezett, megfelelő minőségű és számú gyógyszert vonalkód alkalmazásával. Ehhez szükség egy külön munkaállomásra a számítógép és a vonalkód-leolvasó tárolására. Az árukészletet el kell távolítani a szállítói konténerekből vagy dobozokból. Ez a folyamat nagy körültekintést és megfelelő méretű munkaasztalt igényel (lehetőleg mobil és állítható magasságú).

#### Tárolása, raktározás
A gyógyszereket el kell különíteni hatáserősség, gyógyszerforma (például szájon át szedhető gyógyszerformák, helyi alkalmazású folyadék, szemcsepp, fülcsepp, vaginalis készítmények, orrspray, parenterális injekciók stb.), lejárati idő szerint, tárolási hőmérséklet szerint. Ez megköveteli polcok különböző mélységben és magasságban való mobilitását, hogy a különböző termékek elválaszthatók legyenek. Kiskocsik szállításra, mozgatására az egész gyógyszertár területén.

#### Gyógyszerkészítés, csomagolás
Olyan speciális gyógyszerek készítése, amelyek nagykereskedelmi forgalomban nincsenek, de a betegek számára biztosítani kell (pl.: atropin szulfát por). Az előcsomagolás területén, egyaránt folyékony gyógyszerek, kúpok, tabletta formájában szerelik kisebb tároló edényekbe, ambuláns használatra. A gyógyszerek gyártás a fekvőbetegeket ellátó gyógyszertárban történik. 

### Speciális ambuláns beteggondozás
Nagy esélyt kínál a fejlődésre a gyógyszerészi szakmán belül, hiszen több tudományágat átfogó szakmai team áll rendelkezésre erőforrásként. Célzott munkaidő a közvetlen betegellátására, ennek nyomon követésére, vezető szerepvállalás a gondozásban és kapcsolattartásban.

#### Ambuláns gyógyszerészi szolgálat haszna
- növeli a rendelkezésre álló orvosok számát
- a betegforgalom növekszik
- csökkenti a hospitalizáció arányát allergológiai és asztma klinikán[11]
- gyógyszerköltségek megtakarítása[12]
- ellátás minőségének javítása:

alaposabb munkavégzés
jobb beteg compliance ulcusban
jobb kezelési eredmények: antikoaguláns gondozásban, hypertonia, cukorbetegség
kevesebb gyógyszer-mellékhatások

#### Speciális gondozás
- specializálódás külön szervrendszer vagy betegség típusa szerint

(közösségi mentális egészség és függőség program, ahol mentális egészségügyi válság team, sürgősségi pszichiátriai egység, valamint férfiak és nők visszalépését elősegítő programok szerepelnek)
- egészségfejlesztés és megelőzés
- speciális képzés és oktatás lehetősége az ambuláns ellátás gyakorlatában
- a gyógyszereléssel kapcsolatos problémák szerkezete és működése a közösségben élő idős betegeknél[18]

#### Gyógyszerész szerepe a költségmegtakarításban és a speciális gondozás
Több tudományágat átfogó klinikai gyakorlatának esélye van költségmegtakarításra, ebben szerepe a gyógyszerésznek:
- beavatkozás a betegek konkrét eseteibe
- mérlegelése az előny kockázat arányának
- megelőző intézkedések alkalmazása (pl. csontritkulás)
- betegek oktatása, hogy megalapozott döntést hozzanak saját életvitelükről
- kihívások a gyógyszerészi gondozásban

#### Csapatdinamika
- egymást átfedő alkalmazási területek gyakorlata (egészségügyi oktatás)
- szerepek és felelősségek tisztázása
- kulcsfontosságú üzenetek

A közvélemény percepciójának megváltoztatása
- kognitív szolgáltatások iránti igény létrehozása

#### Megvalósítás a beteg-felvilágosításban
- hatékonyság és hatás
- felnőtt oktatás vs. diák
- csoportos oktatás - interaktív vs. didaktikai
- multi-kulturális szempontok
- különböző oktatási szintek
- emlékeztető kiadványok
- jövőkép, jövőbeni irányok
- megtérülés

#### Akkreditáció (hozzáadott érték)
- rezidens
- Pharm.D.
- közösség
- speciális minősítés

#### Ellátás minőségének mérése
- az ellátási markerek minősítése (pl. vérnyomás, vérzsír szint)
- betegelégedettség mérése
- időszerűség, hatékonyság, kommunikáció
- befolyás a hosszú távú eredményekre

például cukorbetegek oktatás -> szabályozás vérnyomás -> hatása a szövődményekre?

## Az Európai Unió országainak kórházi gyógyszertárainak adatai
Az Európai Unió országainak kórházi gyógyszertárainak adatai (2007)
| Ország             | Kórházak száma | Kórházi ágyak száma | Kórházi gyógyszertárak | Kórházi gyógyszerészek |
| ------------------ | -------------- | ------------------- | ---------------------- | ---------------------- |
| Ausztria           | 310            | 71741               | 49                     | 237                    |
| Belgium            | 223            | 73000               | 344                    | 750                    |
| Ciprus             |                |                     | 40                     |                        |
| Csehország         | 458            | 113013              |                        | 200                    |
| Dánia              | 69             | 18557               | 18                     | 180                    |
| Egyesült Királyság | 450            | 310000              | 332                    | 4397                   |
| Észtország         | 21             | 3500                | 29                     | 67                     |
| Finnország         | 375            | 40000               | 24                     | 470                    |
| Franciaország      | 3052           | 520000              | 2668                   | 4451                   |
| Görögország        | 334            | 53614               | 70                     | 320                    |
| Hollandia          | 129            | 53000               | 85                     | 400                    |
| Írország           | 370            | 15000               | 155                    | 250                    |
| Lengyelország      | 790            | 184000              | 690                    | 2099                   |
| Lettország         | 112            | 18139               | 44                     | 154                    |
| Litvánia           | 159            | 27727               | 92                     | 104                    |
| Luxemburg          | 9              | 2500                | 7                      | 23                     |
| Magyarország       | 157            | 80429               | 149                    | 407                    |
| Málta              |                |                     | 3                      |                        |
| Németország        | 2240           | 552700              | 550                    | 1730                   |
| Norvégia           | 68             | 14257               | 31                     | 250                    |
| Olaszország        | 1425           | 268524              | 800                    | 2500                   |
| Portugália         | 205            | 35404               |                        | 600                    |
| Spanyolország      | 767            | 159614              |                        | 1112                   |
| Svájc              | 363            | 48565               |                        | 159                    |
| Svédország         | 75             | 27925               | 100                    | 283                    |
| Szlovákia          | 89             | 39558               | 88                     | 198                    |
| Szlovénia          | 26             | 10147               | 27                     | 56                     |